# 200 متر في الألعاب الأولمبية الصيفية 2012 - رجال
أقيم نهائي 200 متر رجال في الألعاب الأولمبية الصيفية 2012 يوم 8 أغسطس بالملعب الأولمبي بلندن
الحد الأدنى المؤهل للأولمبيات هو 20 ث 55 بالنسبة للحد (أ)، و20 ث 65 بالنسبة للحد (ب).

## الرقم القياسي
الرقم القياسي العالمي والأولمبي للفعالية قبل الألعاب الأولمبية :
| الرقم القياسي العالمي  | 19 ث 19 | يوسين بولت جامايكا | 20 أغسطس 2009 | برلين |
| الرقم القياسي الأولمبي | 19 ث 30 | يوسين بولت جامايكا | 20 أغسطس 2008 | بيجين |

## المتوجون بالميدالية
| الذهبية            | الفضية             | البرونزية         |
| يوسين بولت جامايكا | يوهان بليك جامايكا | وارين وير جامايكا |

## وصلات خارجية
- الفعالية على موقع الألعاب الأولمبية 2012